# Rhacaplacarus montigenus
Rhacaplacarus montigenus är en kvalsterart som först beskrevs av Wojciech Niedbała 1981.  Rhacaplacarus montigenus ingår i släktet Rhacaplacarus och familjen Phthiracaridae. Inga underarter finns listade i Catalogue of Life.